# Тунгиды
Тунгиды — группа монголоидов, называемая в советской антропологии североазиатской расой или континентальной группой монголоидов. Распространены в Сибири и Монголии. Тунгиды нередко противопоставляются дальневосточной малой расе в рамках большой монголоидной расы и отличаются от неё более широким и немного более высоким, сильнее уплощённым лицом, более низким ростом, тонкими губами, ортогнатизмом, гиперстеническим телосложением, большей частотой эпикантуса, более светлой кожей, волосами и глазами, очень низким и широким черепом, очень слабым ростом волос на теле и лице. Ричард Маккалок относил к тунгидам эскимосов, однако эскимосов, как правило, относят к другой ветви монголоидов, арктической малой расе.